# Gibson Adu
Gibson Nana Adu (* 14. Februar 2008) ist ein deutscher Fußballspieler auf der Position des Stürmers, der beim FC Bayern München unter Vertrag steht.

## Karriere
Adu begann beim SC Lerchenberg mit dem Fußballspielen. Dort fiel er bei einem Nachwuchsturnier 2016 auf und wechselte Anfang 2017 ins Nachwuchsleistungszentrum des 1. FSV Mainz 05. Bei den Nullfünfern durchlief er die Nachwuchsmannschaften ab der U-9, im Frühjahr 2022 wurde jedoch in der U-15 aussortiert. Daraufhin wechselte im Sommer 2022 in die Nachwuchsabteilung der SpVgg Unterhaching. Dort war er in der Saison 2022/23 zunächst Teil der U-17, ehe er in der zweiten Saisonhälfte auch schon in der U-19 zum Einsatz kam. Dort debütierte er beim 1:1-Unentschieden gegen Darmstadt 98 am 4. März 2023 und wurde so im Alter von 15 Jahren und 18 Tagen der jüngste Spieler in der U-19-Bundesliga Süd/Südwest aller Zeiten. Vor der Saison 2023/24 durfte er an der Saisonvorbereitung der ersten Mannschaft, die in die 3. Liga aufgestiegen war, teilnehmen, und reiste mit der Mannschaft auch ins Trainingslager. Zu Saisonbeginn war er fester Bestandteil der U-19 in der Bayernliga.
Am 17. Februar 2024 wurde er von Trainer Marc Unterberger erstmals in den Spieltagskader der ersten Mannschaft berufen. Beim 2:1-Sieg gegen den DSC Arminia Bielefeld wurde Adu in der Nachspielzeit für Aaron Keller eingewechselt. Dadurch wurde er im Alter von nur 16 Jahren und drei Tagen der jüngste Spieler aller Zeiten in der dritten Liga und löste den bisherigen Rekordhalter Abdoulaye Kamara ab. Nur wenige Minuten nach seiner Einwechselung wurde Adu im Strafraum gefoult, den darauffolgenden Strafstoß verschoss Mathias Fetsch jedoch. Auch in den folgenden beiden Partien kam Adu jeweils zu Kurzeinsätzen. Im Alter von 16 Jahren und 61 Tagen erzielte er bei seinem achten Einsatz in der 3. Liga sein erstes Tor bei einem 4:1-Sieg gegen den VfB Lübeck. Er wurde damit zum bisher jüngsten Torschützen in der 3. Liga.
Im Juli 2024 wurde Adu gemeinsam mit seinem Teamkollegen Maurice Krattenmacher vom FC Bayern München verpflichtet. Im Gegensatz zu Krattenmacher verbleibt er jedoch in der Saison 2024/25 auf Leihbasis in Unterhaching. Für beide Spieler zahlte der FC Bayern laut Vereinsangaben jeweils einen „niedrigen siebenstelligen Betrag“, zudem wurden Bonuszahlungen (z. B. bei einem Weiterverkauf) vereinbart.